# Profunditat de mercat
En finances, la profunditat del mercat és la capacitat d’un mercat d’absorbir ordres de mercat relativament grans sense afectar significativament el preu del valor. La profunditat del mercat té en compte el nivell i l'amplitud general de les ordres obertes, tant de compra com de venda, i normalment fa referència a la negociació dins d'un valor concret. Normalment, com més ordres de compra i de venda existeixin, major serà la profunditat del mercat, sempre que aquestes ordres es dispersin de manera uniforme al voltant del preu de mercat actual d'aquest valor.

## Punts clau
La profunditat del mercat es refereix a la liquiditat del mercat per a un valor basat en el nombre d'ordres permanents de compra i venda a diversos nivells de preus. A més dels nivells de preus, la profunditat del mercat té en compte el volum de les ordres a cada nivell de preu. Com més gran sigui la profunditat del mercat, és menys probable que les grans operacions afectin molt el preu d'un títol.

### Comprensió de la profunditat del mercat
La profunditat de mercat està estretament relacionada amb la liquiditat i el volum dins d’un títol, però no implica que totes les accions que presentin un volum de negociació alt tinguin una bona profunditat de mercat. La profunditat del mercat es pot avaluar consultant les ordres pendents d’un valor, tant de compra com de venda, a diversos nivells de preus. En un dia determinat, pot haver-hi un desequilibri d'ordres prou gran com per crear una alta volatilitat, fins i tot per a accions amb volums diaris molt alts.
La profunditat del mercat és una derivada de totes les ordres pendents d’un valor en un moment determinat.
Tot i que un canvi de preu pot, al seu torn, atraure ordres posteriors, això no s’inclou en la profunditat del mercat, ja que es tracta d’una incògnita. Per exemple, si el mercat d'una acció és "profund", hi haurà un volum suficient d'ordres pendents tant a la banda de l'oferta com de la demanda, evitant que una ordre important pugui moure significativament el preu.
La profunditat de mercat també fa referència al nombre d’accions d’un determinat valor que es poden comprar sense provocar una apreciació del preu. Si l'acció és extremadament líquida i té un gran nombre de compradors i venedors, la compra d'un gran nombre d'accions normalment no comportarà moviments notables del preu de les accions.

### Com utilitzen els inversors les dades de profunditat del mercat
Les dades de profunditat del mercat ajuden els inversors a determinar cap a on es pot dirigir el preu d’un valor concret. Per exemple, un inversor pot utilitzar dades de profunditat del mercat per entendre el diferencial entre oferta i demanda, juntament amb el volum acumulat d'ambdues.
Els valors amb una gran profunditat del mercat solen tenir un fort volum i ser força líquids, cosa que permet als operadors fer ordres grans sense afectar significativament el preu del mercat. Contràriament, els títols amb poca profunditat es poden moure significativament si una ordre de compra o venda és prou gran.
Les dades sobre la profunditat del mercat solen existir en forma de llista electrònica d’ordres de compra i venda conegudes com a llibre de comandes. S’organitzen per nivells de preus i s’actualitzen en temps real per reflectir l’activitat actual. Antigament, aquestes dades solien estar disponibles previ pagament, però actualment algunes plataformes comercials ofereixen alguna forma de visualització de la profunditat del mercat de franc. Això permet a totes les parts que operen en valors veure una llista completa de les ordres de compra i venda pendents d’execució, juntament amb els seus volums, en lloc de simplement les millors.
Les dades de profunditat del mercat en temps real permeten als inversors beneficiar-se de la volatilitat dels preus a curt termini. Per exemple, si una empresa surt a borsa i comença a cotitzar per primera vegada, els operadors poden esperar una forta demanda de compra, assenyalant que el preu de les accions podria continuar una trajectòria ascendent.